# Enric Martí
Enric Martí i Carreto (Barcelona, 1893 – aldaar, 26 februari 1971) was een Spaans zakenman. Van 1952 tot 1953 was hij president van FC Barcelona.
Martí was oorspronkelijk ondernemer in de textielindustrie. In 1948 trad hij toe tot het bestuur van FC Barcelona onder het presidentschap van Agustí Montal Galobart. Martí had de rol van vice-president en gold als de rechterhand van Montal. In 1952, tijdens het laatste jaar van hun bewind, won FC Barcelona vijf bekers: de Spaanse landstitel, de Spaanse beker, de Copa Latina, de Copa Eva Duarte en de Copa Martini Rossi. Deze prestatie leverde het succesteam de bijnaam Barça Cinc Copes (Barça van de Vijf Bekers) op. Op 26 juli 1952 nam Martí het presidentschap van Montal over. Met de winst van de Spaanse landstitel, de Spaanse beker en de Copa Latina in 1953 zette hij het succes van zijn voorganger voort.
Ondanks de prijzen op sportief vlak zou Martí's presidentschap vooral herinnerd worden door de mislukte transfer van Alfredo Di Stéfano. FC Barcelona streed samen met Real Madrid maandenlang om de handtekening van de Argentijnse sterspeler. Geïnteresseerde clubs moesten echter een akkoord bereiken met zowel River Plate als Millonarios. FC Barcelona kwam alleen tot overeenstemming met River Plate, terwijl Real Madrid enkel aan de financiële eisen van Millonarios tegemoet wilde komen. Om het conflict op te lossen kwam de Spaanse voetbalbond met een merkwaardig voorstel: Di Stéfano zou afwisselend voor zowel Real Madrid als FC Barcelona gaan spelen. Martí ging namens FC Barcelona akkoord met het voorstel maar kreeg zoveel kritiek dat hij gedwongen werd op 22 september 1953 af te treden. Enkele weken later besloot het nieuwe bestuur van FC Barcelona afstand te doen van zijn aanspraak op Di Stéfano en vertrok de sterspeler definitief naar Real Madrid.